# 通用集成电路卡

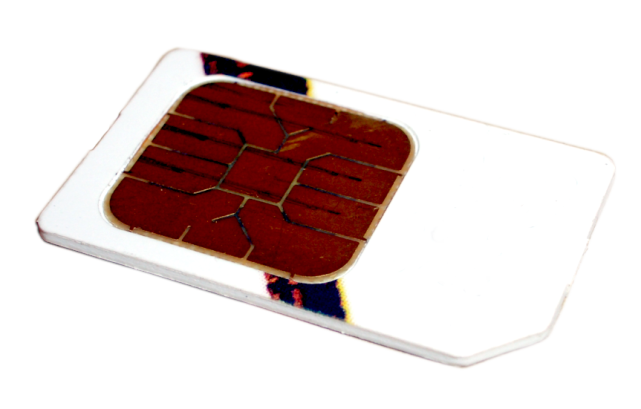
从GSM智能手机中取出的一张智能卡

通用集成电路卡（英語：Universal Integrated Circuit Card，简称UICC）是在GSM和UMTS网络的移动电话中使用的智能卡。UICC是为确保所有个人数据的完整性和安全性，并通常有数千字节的存储空间。随着日益增多的服务，它所提供的存储空间也在逐渐增长。
注：UICC的官方定义在ETSI TR 102 216，其中它被定义为：“符合ETSI智能卡平台项目编写和维护的规范的智慧卡”。此外，该定义有一个注释：“UICC既不是缩写，也不是首字母缩略词。”
在GSM网络中，UICC包含一个SIM应用程序，而在UMTS网络中，它是USIM应用程序。一个UICC可能包含多个应用程序，使同一张智能卡可用于GSM和UMTS网络，并为通讯录和其他应用程序提供存储空间。配合适当的移动终端，它也可以使用一个USIM应用程序接入一个GSM网络，并且可以使用一个SIM应用程序接入UMTS网络。随着UMTS第五版的新应用，IP多媒体服务身份模块（ISIM）是IMS服务必需的。通讯录为单独的应用程序，不是用户身份模块的一部分。
在cdmaOne/CDMA2000（“CDMA”）网络中，UICC包含一个CSIM应用程序，以及3GPP USIM和SIM应用程序。具有全部三项功能的卡可称为移动用户身份卡、移动用户识别卡，或R-UIM。R-UIM卡可以插入CDMA、GSM或UMTS网络制式的任意手机，并在这三种制式下正常工作。
在2G网络中，SIM卡和SIM应用程序绑定在一起，因此“SIM卡”可以表示物理卡，或者任何具有SIM应用程序的物理卡。在3G网络中，称呼USIM、CSIM或SIM卡均不正确，因为这三种都是运行在UICC卡上的应用程序。
UICC智能卡包括CPU、ROM、RAM、EEPROM和I/O的电路。早期版本由全尺寸智能卡（85 × 54 mm，ISO/IEC 7810 ID-1）组成。不久之后，面向小型手机的较小版本就已出现，该种卡被裁剪为25 × 15 mm（ISO/IEC 7810 ID-000），如图所示。
由于卡槽的标准化，用户可以轻松将他们的无线账户和电话号码从一个手机转移到另一个手机。这也将转移他们的电话簿和短信。与此类似，用户通常可以通过将新载波的UICC卡插入到他们现有的手机来改变载波。但是，这也并不是始终能做到，因为一些运营商在他们销售的手机上使用SIM锁技术，阻止客户使用其他运营商的SIM卡。
卡的使用和内容可以通过使用PIN码来保护。PIN1码可以被定义为控制手机的正常使用。PIN2码可以被设置为对特殊功能（例如限制手机可拨出的号码列表）的使用限制。PUK1和PUK2则分别用于重置PIN1和PIN2。
ETSI框架与GlobalPlatform应用程序管理框架的整合是在UICC配置中标准化。